# Mérifons
Mérifons is een gemeente in het Franse departement Hérault (regio Occitanie) en telt 47 inwoners (2009). De plaats maakt deel uit van het arrondissement Lodève. Bezienswaardig is het Château de Malavieille, de Église Saint-Pierre en de Lieude met voetsporen van 18 soorten uit het Perm.

## Geografie
De oppervlakte van Mérifons bedraagt 7,3 km², de bevolkingsdichtheid is dus 6,4 inwoners per km².
De onderstaande kaart toont de ligging van Mérifons met de belangrijkste infrastructuur en aangrenzende gemeenten.

## Demografie
Onderstaande figuur toont het verloop van het inwonertal (bron: INSEE-tellingen).